# Infomaniac
Infomaniac è il secondo album in studio dei Nightmare of You, pubblicato dall'etichetta discografica Bevonshire il 21 luglio 2009.

## Tracce
1. Good Morning, Waster
2. Eustacia Vye
3. I Think I'm Getting Older
4. Someday But Not Today
5. Hey Sweetheart
6. Experimental Bed
7. Amsterdam
8. Gavi
9. Tell Me When It's Over
10. A Pair of Blue Eyes
11. Please Don't Answer Me
12. Goodnight, Devil